# 20 kilomètres marche masculin aux Jeux olympiques d'été de 2024
Pour des articles plus généraux, voir Athlétisme aux Jeux olympiques d'été de 2024 et Marche aux Jeux olympiques.
Navigation
Tokyo 2020 Los Angeles 2028
L'épreuve du 20 kilomètres marche masculin aux Jeux olympiques de 2024 se déroule le 1er août 2024 dans les rues de Paris avec une arrivée au Stade de France.

## Records
Avant cette compétition, les records dans cette discipline étaient les suivants : 
| Record du monde  | Yūsuke Suzuki (JPN) | 1 h 16 min 36 s | Nomi    | 15 mars 2015 |
| Record olympique | Chen Ding (CHN)     | 1 h 18 min 46 s | Londres | 4 août 2012  |

## Programme
| Date           | Horaire | Manche |
| -------------- | ------- | ------ |
| Jeudi 1er août | 08 h 00 | Finale |

## Médaillés
| Or                  | Or              | Argent            | Argent         | Bronze              | Bronze          |
| Brian Pintado (ECU) | 1 h 18 min 55 s | Caio Bonfim (BRA) | 1 h 19 min 9 s | Álvaro Martín (ESP) | 1 h 19 min 11 s |

## Résultats

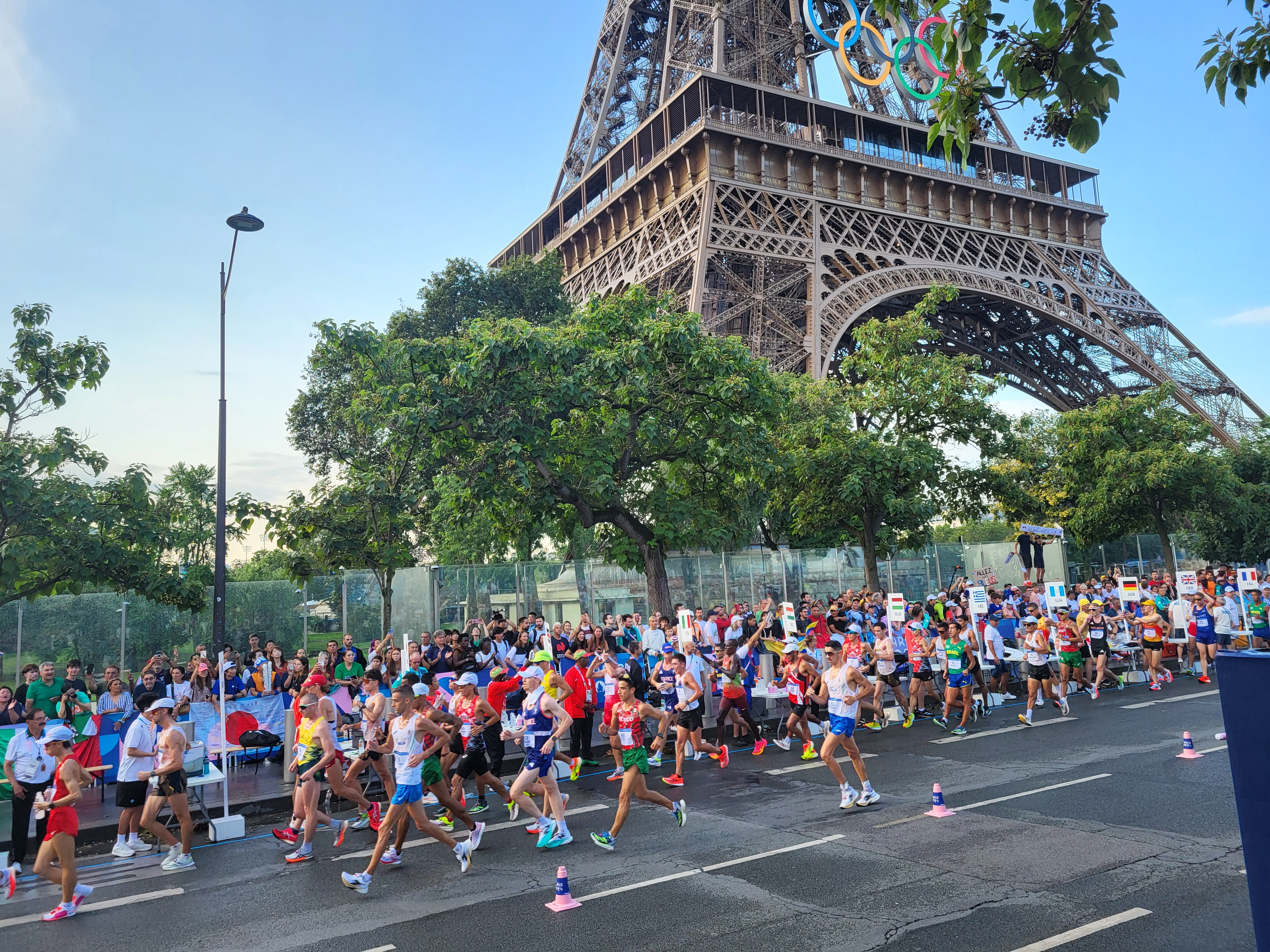
Passage de la course devant la tour Eiffel.

| Rang                                | Athlète                          | Pays            | Temps           | Écart           | Notes |
| ----------------------------------- | -------------------------------- | --------------- | --------------- | --------------- | ----- |
| Médaille d'or, Jeux olympiques      | Brian Daniel Pintado             | Équateur        | 1 h 18 min 55 s | 1 h 18 min 55 s |       |
| Médaille d'argent, Jeux olympiques  | Caio Bonfim                      | Brésil          | 1 h 19 min 9 s  | +14"            |       |
| Médaille de bronze, Jeux olympiques | Álvaro Martín                    | Espagne         | 1 h 19 min 11 s | +16"            |       |
| 4                                   | Massimo Stano                    | Italie          | 1 h 19 min 12 s | +17"            |       |
| 5                                   | Evan Dunfee                      | Canada          | 1 h 19 min 16 s | +21"            |       |
| 6                                   | Misgana Wakuma                   | Éthiopie        | 1 h 19 min 31 s | +36"            | NR    |
| 7                                   | Koki Ikeda                       | Japon           | 1 h 19 min 41 s | +46"            |       |
| 8                                   | Yuta Koga                        | Japon           | 1 h 19 min 50 s | +55"            |       |
| 9                                   | Aurélien Quinion                 | France          | 1 h 19 min 56 s | +1' 01"         | PB    |
| 10                                  | Zhang Jun                        | Chine           | 1 h 19 min 56 s | +1' 01"         |       |
| 11                                  | Declan Tingay                    | Australie       | 1 h 19 min 56 s | +1' 01"         | SB    |
| 12                                  | Rhydian Cowley                   | Australie       | 1 h 20 min 4 s  | +1' 09"         |       |
| 13                                  | Noel Chama                       | Mexique         | 1 h 20 min 19 s | +1' 24"         | NR    |
| 14                                  | Ricardo Ortiz                    | Mexique         | 1 h 20 min 27 s | +1' 32"         |       |
| 15                                  | David Hurtado                    | Équateur        | 1 h 20 min 30 s | +1' 35"         |       |
| 16                                  | Callum Wilkinson                 | Grande-Bretagne | 1 h 20 min 31 s | +1' 36"         |       |
| 17                                  | Paul McGrath                     | Espagne         | 1 h 20 min 32 s | +1' 37"         |       |
| 18                                  | Ryo Hamanishi                    | Japon           | 1 h 20 min 33 s | +1' 38"         |       |
| 19                                  | Christopher Linke                | Allemagne       | 1 h 20 min 35 s | +1' 40"         |       |
| 20                                  | Francesco Fortunato              | Italie          | 1 h 20 min 38 s | +1' 43"         |       |
| 21                                  | Perseus Karlström                | Suède           | 1 h 21 min 5 s  | +2' 10"         |       |
| 22                                  | Samuel Gathimba                  | Kenya           | 1 h 21 min 26 s | +2' 31"         | SB    |
| 23                                  | Leo Köpp                         | Allemagne       | 1 h 21 min 36 s | +2' 41"         |       |
| 24                                  | Gabriel Bordier                  | France          | 1 h 21 min 40 s | +2' 45"         |       |
| 25                                  | Jordy Rafael Jiménez Arrobo      | Équateur        | 1 h 21 min 44 s | +2' 49"         |       |
| 26                                  | Luis Henry Campos                | Pérou           | 1 h 22 min 0 s  | +3' 05"         | SB    |
| 27                                  | Artur Brzozowski                 | Pologne         | 1 h 22 min 11 s | +3' 16"         |       |
| 28                                  | Max Batista Goncalves dos Santos | Brésil          | 1 h 22 min 16 s | +3' 21"         |       |
| 29                                  | Maher Ben Hlima                  | Pologne         | 1 h 22 min 34 s | +3' 39"         |       |
| 30                                  | Vikash Singh                     | Inde            | 1 h 22 min 36 s | +3' 41"         |       |
| 31                                  | Li Yandong                       | Chine           | 1 h 22 min 46 s | +3' 51"         |       |
| 32                                  | Veli-Matti Partanen              | Finlande        | 1 h 22 min 56 s | +4' 01"         |       |
| 33                                  | Diego García                     | Espagne         | 1 h 23 min 10 s | +4' 15"         |       |
| 34                                  | Dominik Černý                    | Slovaquie       | 1 h 23 min 25 s | +4' 30"         |       |
| 35                                  | Kyle Swan                        | Australie       | 1 h 23 min 32 s | +4' 37"         |       |
| 36                                  | Wang Zhaozhao                    | Chine           | 1 h 23 min 40 s | +4' 45"         |       |
| 37                                  | Paramjeet Singh Bisht            | Inde            | 1 h 23 min 48 s | +4' 53"         |       |
| 38                                  | José Alejandro Barrondo          | Guatemala       | 1 h 24 min 17 s | +5' 22"         |       |
| 39                                  | Matheus Correa                   | Brésil          | 1 h 24 min 25 s | +5' 30"         |       |
| 40                                  | Ihor Hlavan                      | Ukraine         | 1 h 24 min 52 s | +5' 57"         |       |
| 41                                  | Riccardo Orsoni                  | Italie          | 1 h 25 min 8 s  | +6' 13"         |       |
| 42                                  | Choe Byeong-kwang                | Corée du Sud    | 1 h 26 min 15 s | +7' 20"         |       |
| 43                                  | Erick Barrondo                   | Guatemala       | 1 h 26 min 19 s | +7' 24"         |       |
| 44                                  | Máté Helebrandt                  | Hongrie         | 1 h 27 min 17 s | +8' 22"         |       |
| 45                                  | Salih Korkmaz                    | Turquie         | 1 h 29 min 5 s  | +10' 10"        | SB    |
| 46                                  | Bence Venyercsán                 | Hongrie         | 1 h 29 min 14 s | +10' 19"        |       |
| 47                                  | César Rodríguez                  | Pérou           | DNF             | DNF             |       |
| 48                                  | Akshdeep Singh                   | Inde            | DNF             | DNF             |       |
| 49                                  | José Luis Doctor                 | Mexique         | DQ              | DQ              |       |

## Légende
Records et Performances
- AR : Record continental (area record)
- CR : Record des championnats (championship record)
- MR : Record du meeting (meet record)
- NR : Record national (national record)
- OR : Record olympique (olympic record)
- PR : Record paralympique (paralympic record)
- PB : Record personnel (personal best)
- SB : Meilleure performance personnelle de la saison (season's best)
- WL : Meilleure performance mondiale de l'année (world leader)
- WJR : Record du monde junior (world junior record)
- WR : Record du monde (world record)

Circonstances et Conditions
- DNF : N'a pas terminé (did not finish)
- DNS : N'a pas pris le départ (did not start)
- DQ : Disqualification (disqualification)
- NM : Aucun essai valable enregistré (No Mark)
- Q : Qualifié « directement » au prochain tour (ou à la prochaine compétition), lors d'une compétition majeure, grâce au classement ou à la réalisation des minima (automatic qualifier)
- q : Qualifié au prochain tour (ou à la prochaine compétition), lors d'une compétition majeure, grâce au repêchage ou à la réalisation de l'une des meilleures performances parmi celles des « non qualifiés directement » (grâce au meilleur temps ou à la meilleure distance par exemple) (secondary qualifier)